# Fred Faurtin
Fred Faurtin (París, 1971) es un actor pornográfico gay y modelo francés. 

## Biografía
Nacido en París y criado en Le Mans, País del Loira, rápidamente se trasladó a su ciudad natal para trabajar antes de dedicarse a la actuación. 
Su carrera como actor en el cine pornográfico comenzó  en 2003 bajo el sello alemán Cazzo, al cual se negó a firmar un contrato de exclusividad, aun así se convirtió en el actor que le otorgó un auge y notoriedad al sello. En 2005 recibió un premio como actor revelación en la categoría gay del Festival Internacional de Cine Erótico de Barcelona, lo que le permitió recorrer diversos estudios cinematográficos de Europa y Estados Unidos. 
Dentro de sus cualidades físicas, destaca su contextura atlética, su color de ojos verdes, su vellosidad corporal y sus 20 cm de pene.
Como modelo ha posado para diversos fotógrafos de fama internacional (Pierre & Gilles, Felix Drobeck, Joe Oppesidano, Exterface, Slam, etc.), apareciendo en portadas de revistas para el público LGBT y en calendarios eróticos.
Fuera de cámara, realiza una labor como activista en la prevención de enfermedades de transmisión sexual y la lucha contra el sida mediante el uso del preservativo, participando en campañas financiadas por el Sindicato Nacional de Empresas Gais de Francia. 
En 2009 recibe el Premio Hustlaball como mejor actor del año por su actuación en la película Men Factory, ese mismo año publica un calendario personal llamado "X - les 10 visages de Fred Faurtin", fotografías realizadas por el dúo de fotógrafos Exterface.
Luego de seis años en la industria del sexo, decide poner fin a su labor en el rubro en diciembre de 2009.
En 2010 la revista francesa PREF mag público una vídeo-entrevista del actor retirado, después de habérsela realizado en 2008.

## Filmografía

### Cazzo film Berlin
- Hart und Dreckig / Special NR11 (2013)
- Fuck Factory / Special NR10 (2012)
- Berlin Privat / Special NR8 (2011)
- Rudelficker / Special NR7 (2011)
- Skin Säue / Skinhead Action / Special NR5   (2010)
- Fred Faurtin Best Of / Special NR3 (2009)
- Fist + Fuck / Special NR2 (2009)
- Sommerloch (2009)
- Fanatics (2008)
- TiMs Tool (2007)
- Men Factory (2007)
- Deep (2006)
- Luthando (2006)
- Matchmaker (2005)
- Fuck Fiction (2005)
- Kolbenfresser (2004)
- Eingelocht (2004)
- Berlin Privat 3 (2003)

### Ragging Stallion (Estados Unidos)
- Hairyboyz 27 (2012)
- Humongous Cocks 14 (2012)
- The Best Of Steve Cruz (2009)
- Instinct (2008)
- Afternoon Delight (2007)
- Savage (2007)
- Manifesto (2005)

### Titan Media (Estados Unidos)
- Shacked Up (2007)
- Spy Quest 3 (2006)

### Bulldog (Reino Unido)
- Young Scally Apprentices (2010)
- Semen Obsession (2010)
- Punks! (2008)
- Victims! (2008)
- Sex Pit Sluts (2008)

### Otros
- Banged Up Hard (2011 - UkNakedMen)
- Fuck ! It's Huge 2 (2011 - Fresh SX)
- Thrall Enslaved (2010 - UkNakedMen)
- Extrem POV (2010 - Fresh SX)
- Cock Almighty (Best Of Fred Faurtin 2010) (Alphamale / Eurocreme)
- Crazy For Cum (2009 - UkNakedMen)
- Hung Ladz Thick & Throbbin (2009 - Eurocreme)
- Island Heat (2008 - Eurocreme)
- Hung Ladz Ripped (2008 - Eurocreme)
- Desperate Househusbands 2 (2007 - Private Man)
- The Prisoner's Song (2005 - Liquid London para Estados Unidos & Channel 1 Releasing )
- Gamins d'Auvergne (Liquid London)
- French Farmers (Oh Man! Studios)
- The Best of vol.3 (Liquid London)
- On The Job (UkNakedMen)
- Troy (Eurocreme)
- Young Scally Stud (Eurocreme)
- Hairy Hunx Rough & Ready (Alphamale)